# 1000 Millas de Sebring 2022
Las 1000 Millas de Sebring de 2022 (oficialmente FIA WEC 1000 Miles of Sebring) fue la primera ronda de la temporada 2022 del Campeonato Mundial de Resistencia de la FIA. Se celebró del 16 al 18 de marzo de 2022 en el Sebring International Raceway, autódromo ubicado en la ciudad de Sebring, Florida, Estados Unidos.
Tras dos años, las 1000 Millas de Sebring regresán al calendario del Campeonato Mundial de Resistencia de la FIA, luego de ser canceladas en 2020 y 2021 debido a la pandemia de Covid-19. Al igual que en su edición inaugural, las 1000 Millas de Sebring forman parte de Super Sebring, semana en la cual el WEC coincide con las 12 Horas de Sebring del IMSA WeatherTech SportsCar Championship.
La carrera se vio acortada debido a las banderas rojas: la primera fue ondeada por el accidente de Toyota Gazoo Racing N.º 7 conducido por José María López y las otras dos debido a la tormenta electica que azoto el circuito a una hora del final de la prueba.
El ganador de la prueba fue el Alpine Elf Team N.º 36 pilotado por André Negrão, Nicolas Lapierre y Matthieu Vaxivière. Esta victoria fue la primera del Alpine A480 y la cuarta si se tienen en cuenta las tres victorias conseguidas como el Rebellion R13. La segunda posición fue a parar al Toyota Gazoo Racing N.º 8 conducido por Sébastien Buemi, Brendon Hartley y Ryō Hirakawa, quien consiguió su primer podio en el WEC. La tercera y última posición del podio fue a parar al Glickenhaus Racing N.º 708 conducido por Olivier Pla, Romain Dumas y Ryan Briscoe quienes consiguierón el primer podio para el constructor americano en el WEC.
Entre los LMP2, el ganador fue el United Autosports USA N.º 23 pilotado por Paul di Resta, Josh Pierson y Oliver Jarvis. Pierson con solo 16 años, 1 mes y 2 días se convirtió en el piloto más joven en participar en una prueba del WEC y con 16 años, 1 mes y 4 días, se convirtió en el piloto más joven en ganar una prueba del WEC. En la Copa LMP2 Pro-Am, el ganador fue el AF Corse N.º 83 quienes en su primera aparición en la copa ganaron gracias a François Perrodo, Nicklas Nielsen y Alessio Rovera.
Entre los GTE, Porsche y Aston Martin se repartieron las victorias, en LMGTE-Pro, se impuso el Porsche GT Team N.º 92 pilotado por el francés Kévin Estre y el danés Michael Christensen. Mientras que en LMGTE-AM, el ganador fue el Northwest AMR N.º 98 pilotado por Paul Dalla Lana, David Pittard y Nicki Thiim.

## Clasificación
Las pole positions de cada clase están marcadas en negrita.
| Pos. | Categoría | N.° | Escudería                 | Tiempo     | Dif.    | Parrilla |
| ---- | --------- | --- | ------------------------- | ---------- | ------- | -------- |
| 1    | Hypercar  | 36  | Alpine Elf Team           | 1:47.407   | —       | 1        |
| 2    | Hypercar  | 708 | Glickenhaus Racing        | 1:48.741   | +1.334  | 2        |
| 3    | LMP2      | 83  | AF Corse                  | 1:49.014   | +1.607  | 3        |
| 4    | Hypercar  | 8   | Toyota Gazoo Racing       | 1:49.217   | +1.810  | 4        |
| 5    | LMP2      | 22  | United Autosports USA     | 1:49.388   | +1.981  | 5        |
| 6    | LMP2      | 23  | United Autosports USA     | 1:49.510   | +2.103  | 6        |
| 7    | Hypercar  | 7   | Toyota Gazoo Racing       | 1:49.581   | +2.174  | 7        |
| 8    | LMP2      | 31  | Team WRT                  | 1:49.670   | +2.263  | 8        |
| 9    | LMP2      | 41  | Realteam by WRT           | 1:49.688   | +2.281  | 9        |
| 10   | LMP2      | 9   | Prema Orlen Team          | 1:50.057   | +2.650  | 10       |
| 11   | LMP2      | 28  | JOTA                      | 1:50.178   | +2.771  | 11       |
| 12   | LMP2      | 38  | JOTA                      | 1:50.596   | +3.189  | 12       |
| 13   | LMP2      | 5   | Team Penske               | 1:50.629   | +3.222  | 13       |
| 14   | LMP2      | 1   | Richard Mille Racing Team | 1:50.916   | +3.509  | 14       |
| 15   | LMP2      | 35  | Ultimate                  | 1:50.954   | +3.547  | 15       |
| 16   | LMP2      | 10  | Vector Sport              | 1:50.955   | +3.548  | 16       |
| 17   | LMP2      | 44  | ARC Bratislava            | 1:51.182   | +3.775  | 17       |
| 18   | LMP2      | 45  | Algarve Pro Racing        | 1:51.332   | +3.925  | 18       |
| 19   | LMGTE Pro | 92  | Porsche GT Team           | 1:57.233   | +9.826  | 19       |
| 20   | LMGTE Pro | 91  | Porsche GT Team           | 1:57.383   | +9.976  | 20       |
| 21   | LMGTE Pro | 64  | Corvette Racing           | 1:57.696   | +10.289 | 21       |
| 22   | LMGTE Am  | 33  | TF Sport                  | 1:59.204   | +11.797 | 22       |
| 23   | LMGTE Pro | 51  | AF Corse                  | 1:59.299   | +11.892 | 23       |
| 24   | LMGTE Pro | 52  | AF Corse                  | 1:59.388   | +11.981 | 24       |
| 25   | LMGTE Am  | 98  | Northwest AMR             | 2:00.570   | +13.163 | 25       |
| 26   | LMGTE Am  | 56  | Team Project 1            | 2:00.649   | +13.242 | 26       |
| 27   | LMGTE Am  | 85  | Iron Dames                | 2:01.140   | +13.733 | 27       |
| 28   | LMGTE Am  | 777 | D'station Racing          | 2:01.379   | +13.972 | 28       |
| 29   | LMGTE Am  | 77  | Dempsey-Proton Racing     | 2:02.079   | +14.672 | 29       |
| 30   | LMGTE Am  | 54  | AF Corse                  | 2:02.264   | +14.857 | 30       |
| 31   | LMGTE Am  | 71  | Spirit of Race            | 2:02.800   | +15.393 | 31       |
| 32   | LMGTE Am  | 21  | AF Corse                  | 2:03.116   | +15.709 | 32       |
| 33   | LMGTE Am  | 88  | Dempsey-Proton Racing     | 2:03.560   | +16.153 | 33       |
| 34   | LMGTE Am  | 60  | Iron Lynx                 | 2:03.726   | +16.319 | 34       |
| 35   | LMGTE Am  | 46  | Team Project 1            | Sin tiempo | —       | 35       |
| 36   | LMP2      | 34  | Inter Europol Competition | Sin tiempo | —       | 36       |

Fuente: FIA WEC.

## Carrera
El número mínimo de vueltas para entrar en la clasificación (70% de la distancia de carrera del coche ganador de la general) fue de 135 vueltas. Los ganadores de cada clase se indican en negrita y con una cruz (†).
| Pos. | Categoría   | N.° | Escudería                 | Pilotos                                                | Chasis                                | Neu. | Vueltas | Tiempo/Retirado |
| Pos. | Categoría   | N.° | Escudería                 | Pilotos                                                | Motor                                 | Neu. | Vueltas | Tiempo/Retirado |
| ---- | ----------- | --- | ------------------------- | ------------------------------------------------------ | ------------------------------------- | ---- | ------- | --------------- |
| 1    | Hypercar    | 36  | Alpine Elf Team           | André Negrão Nicolas Lapierre Matthieu Vaxivière       | Alpine A480                           | M    | 194     | 7:15:37.293 †   |
| 1    | Hypercar    | 36  | Alpine Elf Team           | André Negrão Nicolas Lapierre Matthieu Vaxivière       | Gibson GL458 4.5 L V8                 | M    | 194     | 7:15:37.293 †   |
| 2    | Hypercar    | 8   | Toyota Gazoo Racing       | Sébastien Buemi Brendon Hartley Ryō Hirakawa           | Toyota GR010 Hybrid                   | M    | 194     | +37.466         |
| 2    | Hypercar    | 8   | Toyota Gazoo Racing       | Sébastien Buemi Brendon Hartley Ryō Hirakawa           | Toyota 3.5 L Turbo V6                 | M    | 194     | +37.466         |
| 3    | Hypercar    | 708 | Glickenhaus Racing        | Olivier Pla Romain Dumas Ryan Briscoe                  | Glickenhaus 007 LMH                   | M    | 193     | +1 vuelta       |
| 3    | Hypercar    | 708 | Glickenhaus Racing        | Olivier Pla Romain Dumas Ryan Briscoe                  | Glickenhaus 3.5 L Turbo V8            | M    | 193     | +1 vuelta       |
| 4    | LMP2        | 23  | United Autosports USA     | Paul di Resta Josh Pierson Oliver Jarvis               | Oreca 07                              | G    | 192     | +2 vueltas †    |
| 4    | LMP2        | 23  | United Autosports USA     | Paul di Resta Josh Pierson Oliver Jarvis               | Gibson GK428 4.2 L V8                 | G    | 192     | +2 vueltas †    |
| 5    | LMP2        | 31  | Team WRT                  | Sean Gelael Robin Frijns René Rast                     | Oreca 07                              | G    | 192     | +2 vueltas      |
| 5    | LMP2        | 31  | Team WRT                  | Sean Gelael Robin Frijns René Rast                     | Gibson GK428 4.2 L V8                 | G    | 192     | +2 vueltas      |
| 6    | LMP2        | 41  | RealTeam by WRT           | Rui Andrade Ferdinand Habsburg Norman Nato             | Oreca 07                              | G    | 192     | +2 vueltas      |
| 6    | LMP2        | 41  | RealTeam by WRT           | Rui Andrade Ferdinand Habsburg Norman Nato             | Gibson GK428 4.2 L V8                 | G    | 192     | +2 vueltas      |
| 7    | LMP2        | 9   | Prema Orlen Team          | Robert Kubica Louis Delétraz Lorenzo Colombo           | Oreca 07                              | G    | 192     | +2 vueltas      |
| 7    | LMP2        | 9   | Prema Orlen Team          | Robert Kubica Louis Delétraz Lorenzo Colombo           | Gibson GK428 4.2 L V8                 | G    | 192     | +2 vueltas      |
| 8    | LMP2        | 28  | JOTA                      | Oliver Rasmussen Ed Jones Jonathan Aberdein            | Oreca 07                              | G    | 192     | +2 vueltas      |
| 8    | LMP2        | 28  | JOTA                      | Oliver Rasmussen Ed Jones Jonathan Aberdein            | Gibson GK428 4.2 L V8                 | G    | 192     | +2 vueltas      |
| 9    | LMP2        | 38  | JOTA                      | Roberto González António Félix da Costa Will Stevens   | Oreca 07                              | G    | 192     | +2 vueltas      |
| 9    | LMP2        | 38  | JOTA                      | Roberto González António Félix da Costa Will Stevens   | Gibson GK428 4.2 L V8                 | G    | 192     | +2 vueltas      |
| 10   | LMP2        | 22  | United Autosports USA     | Philip Hanson Filipe Albuquerque Will Owen             | Oreca 07                              | G    | 192     | +2 vueltas      |
| 10   | LMP2        | 22  | United Autosports USA     | Philip Hanson Filipe Albuquerque Will Owen             | Gibson GK428 4.2 L V8                 | G    | 192     | +2 vueltas      |
| 11   | LMP2        | 5   | Team Penske               | Dane Cameron Emmanuel Collard Felipe Nasr              | Oreca 07                              | G    | 192     | +2 vueltas      |
| 11   | LMP2        | 5   | Team Penske               | Dane Cameron Emmanuel Collard Felipe Nasr              | Gibson GK428 4.2 L V8                 | G    | 192     | +2 vueltas      |
| 12   | LMP2 Pro-Am | 83  | AF Corse                  | François Perrodo Nicklas Nielsen Alessio Rovera        | Oreca 07                              | G    | 191     | +3 vueltas †    |
| 12   | LMP2 Pro-Am | 83  | AF Corse                  | François Perrodo Nicklas Nielsen Alessio Rovera        | Gibson GK428 4.2 L V8                 | G    | 191     | +3 vueltas †    |
| 13   | LMP2 Pro-Am | 35  | Ultimate                  | Jean-Baptiste Lahaye Matthieu Lahaye François Heriau   | Oreca 07                              | G    | 190     | +4 vueltas      |
| 13   | LMP2 Pro-Am | 35  | Ultimate                  | Jean-Baptiste Lahaye Matthieu Lahaye François Heriau   | Gibson GK428 4.2 L V8                 | G    | 190     | +4 vueltas      |
| 14   | LMP2 Pro-Am | 45  | Algarve Pro Racing        | Steven Thomas James Allen René Binder                  | Oreca 07                              | G    | 190     | +4 vueltas      |
| 14   | LMP2 Pro-Am | 45  | Algarve Pro Racing        | Steven Thomas James Allen René Binder                  | Gibson GK428 4.2 L V8                 | G    | 190     | +4 vueltas      |
| 15   | LMP2        | 1   | Richard Mille Racing Team | Lilou Wadoux Sébastien Ogier Charles Milesi            | Oreca 07                              | G    | 189     | +5 vueltas      |
| 15   | LMP2        | 1   | Richard Mille Racing Team | Lilou Wadoux Sébastien Ogier Charles Milesi            | Gibson GK428 4.2 L V8                 | G    | 189     | +5 vueltas      |
| 16   | LMP2 Pro-Am | 44  | ARC Bratislava            | Miroslav Konôpka Mathias Beche Tijmen van der Helm     | Oreca 07                              | G    | 188     | +6 vueltas      |
| 16   | LMP2 Pro-Am | 44  | ARC Bratislava            | Miroslav Konôpka Mathias Beche Tijmen van der Helm     | Gibson GK428 4.2 L V8                 | G    | 188     | +6 vueltas      |
| 17   | LMGTE Pro   | 92  | Porsche GT Team           | Michael Christensen Kévin Estre                        | Porsche 911 RSR-19                    | M    | 183     | +11 vueltas †   |
| 17   | LMGTE Pro   | 92  | Porsche GT Team           | Michael Christensen Kévin Estre                        | Porsche 4.2 L Flat-6                  | M    | 183     | +11 vueltas †   |
| 18   | LMGTE Pro   | 64  | Corvette Racing           | Tommy Milner Nick Tandy                                | Chevrolet Corvette C8.R               | M    | 183     | +11 vueltas     |
| 18   | LMGTE Pro   | 64  | Corvette Racing           | Tommy Milner Nick Tandy                                | Chevrolet 5.5 L V8                    | M    | 183     | +11 vueltas     |
| 19   | LMGTE Pro   | 91  | Porsche GT Team           | Gianmaria Bruni Richard Lietz                          | Porsche 911 RSR-19                    | M    | 183     | +11 vueltas     |
| 19   | LMGTE Pro   | 91  | Porsche GT Team           | Gianmaria Bruni Richard Lietz                          | Porsche 4.2 L Flat-6                  | M    | 183     | +11 vueltas     |
| 20   | LMGTE Pro   | 51  | AF Corse                  | Alessandro Pier Guidi James Calado                     | Ferari 488 GTE Evo                    | M    | 183     | +11 vueltas     |
| 20   | LMGTE Pro   | 51  | AF Corse                  | Alessandro Pier Guidi James Calado                     | Ferrari Ferrari F154CB 3.9 L Turbo V8 | M    | 183     | +11 vueltas     |
| 21   | LMGTE Am    | 98  | Northwest AMR             | Paul Dalla Lana David Pittard Nicki Thiim              | Aston Martin Vantage AMR              | M    | 180     | +14 vueltas †   |
| 21   | LMGTE Am    | 98  | Northwest AMR             | Paul Dalla Lana David Pittard Nicki Thiim              | Aston Martin 4.0 L Turbo V8           | M    | 180     | +14 vueltas †   |
| 22   | LMGTE Pro   | 52  | AF Corse                  | Miguel Molina Antonio Fuoco                            | Ferari 488 GTE Evo                    | M    | 180     | +14 vueltas     |
| 22   | LMGTE Pro   | 52  | AF Corse                  | Miguel Molina Antonio Fuoco                            | Ferrari Ferrari F154CB 3.9 L Turbo V8 | M    | 180     | +14 vueltas     |
| 23   | LMGTE Am    | 33  | TF Sport                  | Ben Keating Florian Latorre Marco Sørensen             | Aston Martin Vantage AMR              | M    | 180     | +14 vueltas     |
| 23   | LMGTE Am    | 33  | TF Sport                  | Ben Keating Florian Latorre Marco Sørensen             | Aston Martin 4.0 L Turbo V8           | M    | 180     | +14 vueltas     |
| 24   | LMGTE Am    | 56  | Team Project 1            | Brendan Iribe Ollie Millroy Ben Barnicoat              | Porsche 911 RSR-19                    | M    | 180     | +14 vueltas     |
| 24   | LMGTE Am    | 56  | Team Project 1            | Brendan Iribe Ollie Millroy Ben Barnicoat              | Porsche 4.2 L Flat-6                  | M    | 180     | +14 vueltas     |
| 25   | LMGTE Am    | 77  | Dempsey-Proton Racing     | Christian Ried Sebastian Priaulx Harry Tincknell       | Porsche 911 RSR-19                    | M    | 180     | +14 vueltas     |
| 25   | LMGTE Am    | 77  | Dempsey-Proton Racing     | Christian Ried Sebastian Priaulx Harry Tincknell       | Porsche 4.2 L Flat-6                  | M    | 180     | +14 vueltas     |
| 26   | LMGTE Am    | 85  | Iron Dames                | Rahel Frey Michelle Gatting Sarah Bovy                 | Ferrari 488 GTE Evo                   | M    | 179     | +15 vueltas     |
| 26   | LMGTE Am    | 85  | Iron Dames                | Rahel Frey Michelle Gatting Sarah Bovy                 | Ferrari Ferrari F154CB 3.9 L Turbo V8 | M    | 179     | +15 vueltas     |
| 27   | LMGTE Am    | 777 | D'station Racing          | Satoshi Hoshino Tomonobu Fujii Charlie Fagg            | Aston Martin Vantage AMR              | M    | 179     | +15 vueltas     |
| 27   | LMGTE Am    | 777 | D'station Racing          | Satoshi Hoshino Tomonobu Fujii Charlie Fagg            | Aston Martin 4.0 L Turbo V8           | M    | 179     | +15 vueltas     |
| 28   | LMGTE Am    | 21  | AF Corse                  | Simon Mann Christoph Ulrich Toni Vilander              | Ferrari 488 GTE Evo                   | M    | 178     | +16 vueltas     |
| 28   | LMGTE Am    | 21  | AF Corse                  | Simon Mann Christoph Ulrich Toni Vilander              | Ferrari Ferrari F154CB 3.9 L Turbo V8 | M    | 178     | +16 vueltas     |
| 29   | LMGTE Am    | 60  | Iron Lynx                 | Claudio Schiavoni Matteo Cressoni Giancarlo Fisichella | Ferrari 488 GTE Evo                   | M    | 178     | +16 vueltas     |
| 29   | LMGTE Am    | 60  | Iron Lynx                 | Claudio Schiavoni Matteo Cressoni Giancarlo Fisichella | Ferrari Ferrari F154CB 3.9 L Turbo V8 | M    | 178     | +16 vueltas     |
| 30   | LMGTE Am    | 54  | AF Corse                  | Thomas Flohr Francesco Castellacci Nick Cassidy        | Ferrari 488 GTE Evo                   | M    | 178     | +16 vueltas     |
| 30   | LMGTE Am    | 54  | AF Corse                  | Thomas Flohr Francesco Castellacci Nick Cassidy        | Ferrari Ferrari F154CB 3.9 L Turbo V8 | M    | 178     | +16 vueltas     |
| 31   | LMP2        | 34  | Inter Europol Competition | Jakub Śmiechowski Fabio Scherer Esteban Gutiérrez      | Oreca 07                              | G    | 174     | +20 vueltas     |
| 31   | LMP2        | 34  | Inter Europol Competition | Jakub Śmiechowski Fabio Scherer Esteban Gutiérrez      | Gibson GK428 4.2 L V8                 | G    | 174     | +20 vueltas     |
| 32   | LMGTE Am    | 88  | Dempsey-Proton Racing     | Fred Poordad Patrick Lindsey Julien Andlauer           | Porsche 911 RSR-19                    | M    | 169     | +25 vueltas     |
| 32   | LMGTE Am    | 88  | Dempsey-Proton Racing     | Fred Poordad Patrick Lindsey Julien Andlauer           | Porsche 4.2 L Flat-6                  | M    | 169     | +25 vueltas     |
| 33   | LMP2        | 10  | Vector Sport              | Nico Müller Ryan Cullen Mike Rockenfeller              | Oreca 07                              | G    | 157     | +37 vueltas     |
| 33   | LMP2        | 10  | Vector Sport              | Nico Müller Ryan Cullen Mike Rockenfeller              | Gibson GK428 4.2 L V8                 | G    | 157     | +37 vueltas     |
| NC   | LMGTE Am    | 71  | Spirit of Race            | Franck Dezoteux Pierre Ragues Gabriel Aubry            | Ferrari 488 GTE Evo                   | M    | 122     | No clasificado  |
| NC   | LMGTE Am    | 71  | Spirit of Race            | Franck Dezoteux Pierre Ragues Gabriel Aubry            | Ferrari Ferrari F154CB 3.9 L Turbo V8 | M    | 122     | No clasificado  |
| NC   | LMGTE Am    | 46  | Team Project 1            | Matteo Cairoli Mikkel O. Pedersen Nicolas Leutwiler    | Porsche 911 RSR-19                    | M    | 86      | No clasificado  |
| NC   | LMGTE Am    | 46  | Team Project 1            | Matteo Cairoli Mikkel O. Pedersen Nicolas Leutwiler    | Porsche 4.2 L Flat-6                  | M    | 86      | No clasificado  |
| Ret  | Hypercar    | 7   | Toyota Gazoo Racing       | Mike Conway Kamui Kobayashi José María López           | Toyota GR010 Hybrid                   | M    | 110     | Retirado        |
| Ret  | Hypercar    | 7   | Toyota Gazoo Racing       | Mike Conway Kamui Kobayashi José María López           | Toyota 3.5 L Turbo V6                 | M    | 110     | Retirado        |

Fuente: FIA WEC.